# Hippotion leucocephalus
Hippotion leucocephalus là một loài bướm đêm thuộc họ Sphingidae, chi Hippotion.